# Sojuz T-6
Sojuz T-6 – radziecka załogowa misja kosmiczna, stanowiąca drugą załogową ekspedycję na pokład stacji kosmicznej Salut 7 i dziesiąty lot załogi międzynarodowej. Na pokładzie znajdował się pierwszy kosmonauta francuski Jean-Loup Chrétien.

## Przebieg misji
24 czerwca 1982 r. o godzinie 20:29 czasu lokalnego wystartował z kosmodromu Bajkonur statek Sojuz T-6 z trójosobową załogą. W jej skład wchodzili:

- dowódca, 40-letni Władimir Dżanibekow z ZSRR,
- 40-letni Francuz Jean Loup Chretien, podpułkownik – kosmonauta badacz (pierwszy start przedstawiciela państw Europy Zachodniej z załogą radziecką),
- 42-letni inżynier pokładowy Aleksandr Iwanczenkow z ZSRR.

Lot ten miał znaczenie symbolu, który w tym okresie napięć na świecie nabrał swoistej wymowy. Po raz pierwszy wystartowała w kosmos mieszana załoga radziecko-francuska, oficerowie kraju socjalistycznego i kapitalistycznego. W wyniku zapoczątkowanej w roku 1966 po wizycie de Gaulle’a w Bajkonurze – 16-letniej współpracy radziecko-francuskiej w badaniu przestrzeni kosmicznej – doszło do uwieńczenia tej współpracy przeszkoleniem dwóch Francuzów przez 2 lata w ZSRR (drugim był major Patrick Baudry). W czasie szkolenia odsłonięto przed pilotami francuskimi szczegóły metod i urządzeń stanowiących tajemnicę wobec obywateli państw zachodnich.
Po połączeniu Sojuza T-6 z zespołem orbitalnym Salut 7 i Sojuz T-5 międzynarodowa załoga z Sojuza T-6 weszła do wnętrza stacji i rozpoczęła wspólną pracę z kosmonautami Bieriezowojem i Lebiediewem. Praca ta objęła zagadnienia astrofizyczne, techniczne i biologiczno-medyczne, w zakresie:
- rejestrowano na taśmie filmowej promieniowanie słabych źródeł galaktycznych i pozagalaktycznych, których nie można wykryć z Ziemi.
- w piecu "Kristałł" wykonano eksperymenty, których celem było zbadanie procesów dyfuzji i krystalizacji stopów metali w warunkach nieważkości.
- za pomocą „echografu” ultradźwiękowego zbadano układ krwionośny wszystkich kosmonautów.

Na pokładzie Sojuza T-6 przywieziono 450 kg aparatury francuskiej, która uzupełniła urządzenia znajdujące się na pokładzie Saluta 7. Spośród 14 eksperymentów zgłoszonych przez naukowców francuskich – 9 miało charakter biologiczno-medyczny, pozostałe dotyczyły badań geofizycznych i astronomicznych. Część eksperymentów przekazano do kontynuacji pozostałej na orbicie załodze Saluta. Załoga Sojuza T-6 po zakończeniu misji wylądowała w odległości 65 km na północny wschód od miasta Arkałyk w Kazachstanie, w dobrej kondycji. Po wylądowaniu wszyscy kosmonauci i ich dublerzy, zarówno francuscy, jak i radzieccy, wraz z pozostałymi na orbicie członkami stałej załogi Saluta 7 zostali odznaczeni Orderami Legii Honorowej. Prezydium Rady Najwyższej ZSRR przyznało francuskiemu astronaucie tytuł Bohatera Związku Radzieckiego, Order Lenina i Złotej Gwiazdy, Iwanczenkow otrzymał Order Lenina i Złotej Gwiazdy, a Dżanibekow Order Lenina (pozostałe już posiadał). Naukowcy francuscy otrzymali Ordery Przyjaźni Narodów.
Komputer pokładowy Argon zawiódł na 900 metrów przed połączeniem ze stacją. Dowódca pojazdu, Władimir Dżanibekow, przejął kontrolę i dokował ze stacją ręcznie – 14 minut przed czasem. Zademonstrowane przez niego umiejętności i opanowanie były przyczyną wybrania go później na dowódcę misji Sojuz T-13, ratującej w 1985 r. stację Salut 7 przed katastrofą. Start Chrétiena wyznaczał rozpoczęcie nowego etapu programu Interkosmos.